# Epimeria reoproi
Epimeria reoproi is een vlokreeftensoort uit de familie van de Epimeriidae. De wetenschappelijke naam van de soort is voor het eerst geldig gepubliceerd in 2001 door Lörz & Coleman.